# Sense8
Sense8 – amerykański serial telewizyjny z gatunku science-fiction, wyprodukowany przez Georgeville Television, Studio JMS, Anarchos Productions oraz Unpronounceable Productions. Twórcami serialu są siostry Wachowskie oraz J. Michael Straczynski.
Wszystkie 12 odcinków pierwszej serii zostały udostępnione 5 czerwca 2015 roku na stronie internetowej platformy Netflix.
9 sierpnia 2015 roku platforma internetowa Netflix zamówiła 2 sezon, który został opublikowany w całości 5 maja 2017 roku.
1 czerwca 2017 roku, platforma Netflix ogłosiła zakończenie produkcji serialu po dwóch sezonach. Pod naciskiem fanów serialu 29 czerwca poinformowano, że zostanie jednak wyprodukowany jeszcze jeden odcinek, wiążący akcję serialu.

## Fabuła
Serial science fiction opowiadający o ósemce rówieśników, którzy zostali obdarzeni nadprzyrodzonymi zdolnościami. Każda osoba tworzącą tzw. gromadę (tytułowa ósemka) może telepatycznie kontaktować się z pozostałymi członkami. Członek gromady może także w sytuacji kryzysowej przywołać do swojego ciała inną postać, aby skorzystać z jej zdolności. Wszystkich bohaterów dzieli odległość geograficzna (trójka mieszka w Ameryce Północnej, dwójka w Azji, dwójka w Europie, a jedna osoba w Afryce), ale dzięki nadprzyrodzonym zdolnościom nawiązują przyjaźnie i pomagają sobie nawzajem.

## Obsada
- Brian J. Smith jako Will Gorski, policjant z Chicago nawiedzany przez niewyjaśnioną zagadkę morderstwa z dzieciństwa[5].
- Tuppence Middleton jako Riley Blue, DJ pochodząca z Islandii, którą przeszłość zmusiła do ucieczki do Londynu[5].
- Aml Ameen jako Capheus (sezon 1), kierowca z Nairobi, który usilnie stara się zarobić pieniądze na lekarstwa dla matki chorej na AIDS[5].
- Toby Onwumere jako  Capheus (sezon 2)[6]
- Bae Doona jako Sun Bak, córka biznesmena z Seulu oraz wschodząca gwiazda świata kickboxingu[5].
- Miguel Ángel Silvestre jako Lito Rodriguez, aktor mieszkający w Meksyku, który stara się ukryć przed otoczeniem, iż żyje w związku homoseksualnym[5].
- Tina Desai jako Kala Dandekar, pobożna farmaceutka z Mumbaju, zaręczona z mężczyzną, którego nie kocha[5].
- Max Riemelt jako Wolfgang Bogdanow, ślusarz z Berlina, włamywacz, który dorastał w patologicznej rodzinie[5].
- Jamie Clayton jako Nomi Marks, transkobieta oraz haktywistka z San Francisco[5].

### Drugoplanowe role
- Adam Shapiro jako dr Metzger, lekarz Nomi oraz pracownik Whispers,
- Alfonso Herrera jako Hernando, sekretny kochanek Lito[5],
- Anupam Kher jako ojciec Kali,
- Biko Nyongesa jako członek gangu ‘Superpower’,
- Chichi Seii jako matka Capheusa,
- Christian Oliver jako Steiner[7],
- Darshan Jariwala jako Manendra Rasal,
- Daryl Hannah jako Angelica „Angel” Turing[5]
- Eréndira Ibarra jako Daniela, oficjalna partnerka Lito,
- Frank Dillane jako Shugs
- Freema Agyeman jako Amanita[5], dziewczyna Nomi.
- Joe Pantoliano jako Michael Gorski
- Lee Geung-young jako Kang-dae Bak, ojciec Sun.
- Lee Ki-chan jako Joong-ki Bak, brat Sun.
- Lwanda Jawar jako Githu
- Ma Dong-seok
- Mita Vashisht jako Sahana Rasal
- Myung Gye-Nam jako trener kickboxingu Sun
- Natasha Rastogi jako Priya Dandekar
- Naveen Andrews jako Jonas
- Ness Bautista jako Diego
- Paul Ogola jako Jela
- Peter King Mwania jako Silas Kabaka
- Purab Kohli jako Rajan Rasal
- Rajesh Khera
- Raúl Méndez jako Joaquin Flores, stalker Danieli
- Shruti Bapna jako Devi, przyjaciółka Kali
- Terrence Mann jako pan Whisphers

## Odcinki
| Seria | Seria | Odcinki | Odcinki | Oryginalna emisja (Netflix) | Oryginalna emisja (Netflix) | Oryginalna emisja (Netflix Polska) | Oryginalna emisja (Netflix Polska) | Oryginalna emisja (Netflix Polska) |
| Seria | Seria | Odcinki | Odcinki | Premiera                    | Finał                       | Premiera                           | Finał                              |                                    |
| ----- | ----- | ------- | ------- | --------------------------- | --------------------------- | ---------------------------------- | ---------------------------------- | ---------------------------------- |
|       | 1     | 12      | 12      | 5 czerwca 2015              | 5 czerwca 2015              | 6 stycznia 2016                    | 6 stycznia 2016                    |                                    |
|       | 2     | 12      | 1       | 23 grudnia 2016             | 23 grudnia 2016             | 23 grudnia 2016                    | 23 grudnia 2016                    |                                    |
|       | 2     | 12      | 10      | 5 maja 2017                 | 5 maja 2017                 | 5 maja 2017                        | 5 maja 2017                        |                                    |
|       | 2     | 12      | 1       | 8 czerwca 2018              | 8 czerwca 2018              | 8 czerwca 2018                     | 8 czerwca 2018                     |                                    |

## Odcinek świąteczny
23 grudnia 2016 roku na platformie Netflix opublikowany został specjalny odcinek serialu z okazji Świąt Bożego Narodzenia. Specjalny odcinek trwa ponad 2 godziny, po raz pierwszy w roli Capheusa wystąpił w nim Toby Onwumere, który zastąpił Amla Ameena.

## Odbiór
Serial otrzymał przeciętne noty od krytyków filmowych, ale został bardzo wysoko oceniony przez telewidzów.

## Produkcja
27 marca 2013 roku, platforma Netflix zamówiła 1 sezon, 10 odcinkowego serial Sense8, który był kręcony w Chicago, San Francisco, Londynie, Seulu, Mumbaju, Berlinie, Meksyku, Nairobi, a także na Islandii.

## Nagrody
| Rok  | Ceremonia   | Odbiorca                     | Kategoria | Rezultat | Przypisy |
| ---- | ----------- | ---------------------------- | --------- | -------- | -------- |
| 2016 | GLAAD Media | Najlepszy serial dramatyczny | Sense8    | Nagroda  | [ 14 ]   |